# Marie Célestine Amélie d'Armaillé
Marie Célestine Amélie de Ségur, dite la comtesse d'Armaillé, née le 8 janvier 1830 à Paris et morte le 7 décembre 1918 dans le 8e arrondissement de la même ville, est une femme de lettres, biographe et historienne française.

## Biographie

### Origines
Marie Célestine Amélie de Ségur (ou Célestine Marie Amélie d'après son acte de naissance) naît le 8 janvier 1830 dans l'ancien 1er arrondissement de Paris, sous le règne de Charles X. Elle est la fille de Philippe-Paul de Ségur, général et historien français de la Révolution et de l’Empire, pair de France et académicien, et de Célestine Gabrielle de Vintimille du Luc.

### Activité littéraire
En 1851, elle épouse le comte d'Armaillé — prend donc le titre de comtesse d'Armaillé — et en devient veuve en 1882. Fidèle aux traditions de sa famille, elle s'intéresse aux questions historiques et littéraires. Par ailleurs, elle réunit chez elle une société qui partage ses goûts.
Elle commence à publier en 1864 avec une étude sur la reine de France Marie Leszczynska, épouse du roi Louis XV, qui lui vaut le privilège d'un article de Charles-Augustin Sainte-Beuve,. Elle continue par la suite avec plusieurs autres ouvrages sur des femmes nobles françaises : Catherine de Bourbon, sœur du roi Henri IV, en 1865 ; Marie-Antoinette et sa fille Marie-Thérèse, en 1870 ; Élisabeth de France, dite Madame Élisabeth, en 1886, ouvrage couronné par l'Académie française ; Jeanne-Sophie de Vignerot du Plessis, dite Septimanie d’Egmont, en 1890 ; enfin, Désirée Clary, en 1897.
Vers ses 69 ans, elle entreprend d'évoquer les souvenirs de sa carrière en se limitant volontairement aux trente premières années, soit de 1830 à 1860.

### Décès
La pandémie de la grippe espagnole se déclenche en 1918 et d'Armaillé meurt des suites de cette maladie, le 7 décembre de la même année, à 23 h, alors âgée de 88 ans, en son domicile du square de Messine — de nos jours, rue du Docteur-Lancereaux —, dans le 8e arrondissement de Paris. Ses obsèques sont célébrées le 11 décembre, à 10 h, en l'église Saint-Philippe-du-Roule, dans le même arrondissement.

## Descriptions et critiques
Le critique littéraire Charles-Augustin Sainte-Beuve consacre une partie de son tome XVIII des Nouveaux Lundis à l'ouvrage La reine Marie Leckzinska, étude historique. Il introduit d'Armaillé en ces termes : « C’est un doux et pur sujet d’étude que la figure et la vie de Marie Leckzinska, et l’on comprend qu’une jeune femme de mérite s’y soit arrêtée. Fille et petite-fille des Ségur historiens, Mme d’Armaillé a fait un livre agréable, bien coupé, sans longueur, sérieux et reposé, exact, édifiant, pas du tout ennuyeux. », et ajoute plus loin : « Nous userons du charmant biographe, et nous ferons un peu autrement. Nous ne pourrons faire mieux, car dans un portrait il n’est rien de tel que la vérité et l’unité de la physionomie, et Mme d’Armaillé y a atteint du premier coup. »,.
Dans son numéro du 13 décembre 1918, le Journal des débats écrit qu'elle « avait gardé jusqu'à ses derniers jours les fines qualités d'esprit que marquait d'un trait si juste le critique [Sainte-Beuve], alors en relations assez peu cordiales avec le milieu d'aristocratie lettrée dont la jeune femme était l'ornement ». Le lendemain, dans son numéro du 14 décembre, Le Figaro reprend la même constatation que le Journal des débats, reformulée, et ajoute que « toutes les personnes qui l'approchèrent au cours de sa longue existence purent apprécier sa conversation si animée sur les sujets les plus variés, et admirer l'intérêt éveillé qu'elle continua de porter aux événements publics et la vie littéraire jusqu'à ses derniers jours ».
Elle-même se qualifie d'« enfant élevée entre deux vieillards, endormie, naïve et certainement mieux faite pour une vie de religieuse que pour celle d'une maîtresse de maison et d'une mère de famille ».

## Œuvres
- 1864 : La reine Marie Leckzinska, étude historique[11]
- 1865 : Catherine de Bourbon, soeur de Henri IV, 1559-1604, étude historique[11]
- 1870 : Marie-Thérèse et Marie-Antoinette[11]
- 1886 : Madame Élisabeth, soeur de Louis XVI[11]
- 1890 : La comtesse d'Egmont, fille du maréchal de Richelieu (1740-1773) d'après ses lettres inédites à Gustave III[11]
- 1897 : Une Fiancée de Napoléon. Désirée Clary, reine de Suède, 1777-1860[11]